# Takin
Takin (/ ˈtɑːkɪn /, Budorcas taxicolor, tibetansko ར་རྒྱ་, Wylie: ra rgya), imenovan tudi goveji gams ali gnu koza, je velika vrsta kopitarjev poddružine Caprinae (kozam podobne antilope), najdene v vzhodnih delih Himalaje. Štiri podvrste so Mishmi takin (B. t. Taxicolor), zlati takin (B. t. Bedfordi), tibetanski (ali sečuanski) takin (B. t. Tibetana) in butanski takin (B. t. whitei).
Medtem ko je bil v preteklosti skupaj z  moškatnim govedom v plemenu Ovibovini, novejše raziskave mitohondrijev kažejo tesnejšo povezanost z Ovisi (ovcami). Njegova fizična podobnost z muškatnim govedom je torej primer konvergentnega razvoja.  Takin je nacionalna žival Butana. 

## Videz
Takin tekmuje z moškatnim govedom kot največja in najtrdnejša poddružina Caprinae, ki vključuje koze, ovce in podobne vrste. Njegove kratke noge so podprte z velikimi dvoprstimi kopiti, od katerih ima vsak visoko razvito ostrogo. Ima nabito telo in globok prsni koš. Njegova velika glava je bolj prepoznavna po dolgih, obokanih nosnicah in močnih rogovih, ki so na dnu obrobljeni. Ti rogovi so prisotni pri obeh spolih in potekajo vzporedno z lobanjo, preden se obrnejo navzgor do kratke točke; dolgi so približno 30 cm, vendar lahko narastejo do 64 cm. Njegov dolg, kosmat kožuh je svetle barve s temno črto vzdolž hrbta, samci (biki) imajo tudi temne obraze.
Trenutno so priznane štiri podvrste takina, ki kažejo razlike v barvi kožuha. Njihova debela volna na spodnji strani in nogah pogosto postane črna. Njihova splošna obarvanost sega od temno črnkaste do rdečkasto rjave barve, v vzhodni Himalaji je sivkasto rumena, v provinci Sečuan bolj svetlo rumeno siva, v provinci Shaanxi pa pretežno zlato ali (redko) kremasto bela z manj črnimi dlakami.
Legenda o zlatem runu, ki so jo iskali Jazon in Argonavti, je morda navdihnil sijoč  zlat kožuh takina (B. t. Bedfordi). Dolžina dlak se lahko giblje od 3 cm poleti na bokih telesa, pozimi do 24 cm na spodnji strani glave.
V višino takin meri od 97 do 140 cm na rami, vendar ima relativno kratko dolžino trupa 160–220 cm, pri čemer mu dodate še dodatnih 12 do 21,6 cm za rep. Teža se razlikuje, toda po večini poročil so samci nekoliko večji in tehtajo 300–350 kg v primerjavi z 250–300 kg pri samicah . Viri, vključno z Bethamom (1908), poročajo, da so samice večje, z največjim znanim primerom samice v ujetništvu, s 322 kg. Takin lahko v nekaterih primerih tehta do 400 kg ali 600 kg. 
Namesto lokaliziranih dišavnih žlez, takin po celem telesu izloča mastno, močno dišečo snov. To je verjetno razlog za otekel izgled obraza. Zaradi tega je biolog George Schaller takina primerjal z čelarskim losom. Kombinacija značilnosti mu je prinesla tudi vzdevke goveji gams in gnu koza.

## Habitat
Takina najdemo iz gozdnatih dolinah do skalnatih, travnatih alpskih območij, na nadmorski višini od 1000 do 4500 m nad morsko gladino. Mišmi takin (Budorcas taxicolor taxicolor) se pojavlja v vzhodnem Arunačal Pradešu, medtem ko je butanski takin v zahodnem Arunačal Pradešu in Butanu. Dihang-Dibang biosferni rezervat v Arunačal Pradešu v Indiji je trdnjava tako mšmi, zgornji Siang (Kopu) in butanski takinov. Aktivna plemenska čreda takinov v Severni Ameriki je v divjini v Cumberlandu, Ohio. So del načrta za preživetje vrst (SSP) prek Združenja živalskih vrtov in akvarijev. Tudi populacija v ujetništvu obstaja v živalskem vrtu Minnesota v Združenih državah Amerike. Obstaja tudi skupina takinov, ki je na ogled v živalskem vrtu San Diego, v živalskem vrtu Los Angeles, v živalskem vrtu Red River v Severni Dakoti in v živalskem vrtu Roger Williams na Rhode Islandu.

## Biologija
Takina najdemo v majhnih družinskih skupinah z okoli 20 posamezniki, čeprav lahko starejši samci živijo bolj samotno. Poleti se na gorskih pobočjih zberejo črede do 300 posameznikov. Zdi se, da se skupine pojavljajo v največjem številu, kadar so na voljo ugodna mesta za hranjenje, solni lizi ali vroči vrelci. Parjenje poteka v juliju in avgustu. Odrasli samci tekmujejo za prevlado z bojevanjem z nasprotniki, pri čemer se zdi, da oba spola uporabljata vonj lastnega urina, da pokažeta prevlado. En sam mladič se skoti po obdobju nosečnosti okrog osem mesecev. Takin se pozimi seli iz zgornje paše v nižja, bolj gozdnata območja in daje prednost sončnim mestom ob sončnem vzhodu.  Pri motnjah posamezniki sprožijo klic s kašljanjem, čreda pa se umakne v debele bambusove goščave in leži na tleh zaradi prikrivanja. 
Takin se hrani zgodaj zjutraj in pozno popoldne, paša so različni listih in trave, pa tudi bambusovi poganjki in rože. Ugotovljeno je bilo, da stojijo na zadnjih nogah, da se hranijo z listi, visoko do 3,1 m. Tudi sol je pomemben del njihove prehrane, skupine pa lahko ostanejo pri mineralnih zalogah nekaj dni.
V območju se prekrivajo z več potencialnimi naravnimi plenilci, vključno z azijskimi črnimi medvedi (Ursus thibetanus) in leopardi in (redkeje) tigri, sivimi volkovi, snežnimi leopardi in rdečimi volkovi. Anekdotno so poročali, da medvedi in volkovi plenijo takina, ko ga lahko, kar je verjetno, glede na oportunistično naravo teh plenilcev. Vendar pa je edini potrjeni naravni plenilec takina snežni leopard, čeprav lahko odrasle izvzamejo iz rednega plenilstva (zaradi velikosti). Glavni plenilec takina so ljudje, ki jih lovijo po navadi za meso (ki ga imajo lokalni ljudje za okusnega), čeprav sekundarno za njihovo kožo. Ljudje so že zdavnaj izkoristili naklonjenost takina solnim lizom, kjer so lahka tarča. Takina verjetno še vedno občasno ubijejo.

## Status
Predvsem zaradi pretrganosti in uničenja njihovega naravnega habitata veljajo za ogrožene na Kitajskem in ranljive po IUCN. Čeprav seveda niso običajne vrste, se zdi, da se je njihovo število precej zmanjšalo. Takinovi rogovi so se pojavili v nezakoniti trgovini s prostoživečimi živalmi v Mjanmaru in med tremi raziskavami, izvedenimi v obdobju 1999–2006 na trgu Tačilek, je bilo odkritih skupno 89 kompletov rogov za prodajo .

## Galerija
- Sečuanski takin na drevesnem panju na živalskem vrtu Potawatomi, South Bend, Indiana
- Mišmi takin v živalskem vrtu Korkeasaari, Helsinki, Finska
- Mladič sečuanskega takina v Lincoln Park Zoo, Chicago
- Sečuanski takin v San Diego Zoo
- Odrasli sečuanski takin v živalskem vrtu v San Diegu
- Zlati takin v Ménagerie du Jardin des Plantes
- Zlati takin v Šanghajskem živalskem vrtu
- Mišmi takin na nacionalnem botaničnem vrtu Kandawgyi Pyin Oo Lwin], Mjanmar
- Butanski takin